# Karel Verschuere
Karel Verschuere (* 19. November 1924 in Borgerhout; † 10. August 1982) war ein belgischer Comiczeichner und -autor.
Nachdem er im Zweiten Weltkrieg vier Jahre für die Wehrmacht an der Ostfront gekämpft hatte, saß Verschuere nach dem Krieg vier Jahre im Gefängnis. Nach einer kurzen Phase der Selbständigkeit Anfang der 1950er Jahre stieß der Autodidakt Verschuere 1952 als einer der ersten Mitarbeiter zum Zeichenstudio von Willy Vandersteen. Er spezialisierte sich auf realistische Serien und schuf gemeinsam mit Vandersteen unter dem gemeinschaftlichen Pseudonym Wirel den Comic Bessy. Weitere Serien, an denen Verschuere zu der Zeit mitwirkte, waren Karl May und De Rode Ridder, wobei er unter anderem von Frank Sels unterstützt wurde. 1966 wechselte er zum Antwerpener Zeichenstudio Bessy, das er kurz darauf wieder verließ und für das er 1969 erneut arbeitete. Zeiten als selbständiger Zeichner und Inhaber eines eigenen Zeichenstudios gegen Ende der 1960er und zu Beginn der 1970er Jahre waren für Verschueren weniger erfolgreich. In der ersten Hälfte der 1970er Jahre zog er sich aus dem Comic-Bereich zurück und war seitdem in der Werbung tätig. Verschueren starb 1982 an den Folgen einer Krebserkrankung.